# 李郢孜站
李郢孜站是一个水张线上的铁路车站，位于安徽省淮南市谢家集区李郢孜，1962年1月开通，同时撤销赖山集站，目前为四等站，邮政编码为232053。目前客运：办理旅客乘降；行李、包裹托运；货运：仅办理专用线、专用铁道整车货物发到。